# Minamiechizen
Minamiechizen (南越前町?) è una cittadina giapponese della prefettura di Fukui.